# Оберштадт
Оберштадт (нем. Oberstadt) — община в Германии, в земле Тюрингия. 
Входит в состав района Хильдбургхаузен. Подчиняется управлению Фельдштайн.  Население составляет 376 человек (на 31 декабря 2010 года). Занимает площадь 13,41 км².